# Évangiles de Noailles
Le Évangiles de Noailles est un manuscrit enluminé contenant les quatre évangiles, copié et enluminé à l'école du palais de Charles le Chauve dans le troisième quart du IXe siècle. Il a appartenu aux collections d'Adrien Maurice de Noailles, maréchal de France, qui lui a donné son nom conventionnel. Il est actuellement conservé  à la Bibliothèque nationale de France (Lat.323).

## Historique
L'origine du manuscrit n'est pas connue. Seul le style des enluminures permettent de le rattacher à un groupe de 6 manuscrits des évangiles exécutés au sein du palais de Charles II le Chauve. Un censier a été rédigé au XIIIe siècle sur les pages de garde de l'ouvrage (f.1v, 6 et 199v-201), mais aucune mention de lieu n'y est indiqué. Au XVIIIe siècle, il appartient aux collections de Adrien Maurice de Noailles, maréchal de France. Ce dernier vend une partie de cette collection à la bibliothèque royale en 1740-1741, devenue depuis bibliothèque nationale. Le descriptif du manuscrit à son arrivée mentionne alors qu'il « a servi à l'empereur Charles le Chauve et il a encore les couvertures de ce tems là ».

## Description

### Texte
Il s'agit du texte des évangiles conforme à la Vulgate, accompagné de ses traditionnels préfaces :
- l'épître de saint Jérôme (f.7v-10v.)
- le prologue (incomplet) (f.10v-12)
- la lettre d'Eusèbe (f.12v-13)
- les canons de concordances (f.13v-19v.)
- l'évangile de Matthieu et son prologue (f.20-66v.)
- l'évangile de Marc et son prologue (f.67-98v.)
- l'évangile de Luc et son prologue (f.99-148)
- l'évangile de Jean et son prologue (f.148-184)
- la répartition des chapitres des évangiles en fonction des jours de l'année (f.184v-199v.)

### Décorations
Le manuscrit a probablement été décoré par des artistes de l'entourage de Charles II le Chauve, comme plusieurs autres manuscrits désignés sous le nom d'école du palais de Charles le Chauve. Contrairement aux autres manuscrits, celui n'est pas écrit à l'encre d'or mais brune. Seules les rubriques sont dorées et inscrites dans des bandes sur fond pourpre. Comme les autres manuscrits, les canons et les incipits sont entourés de cadres multicolores et rehaussés de points blancs. 

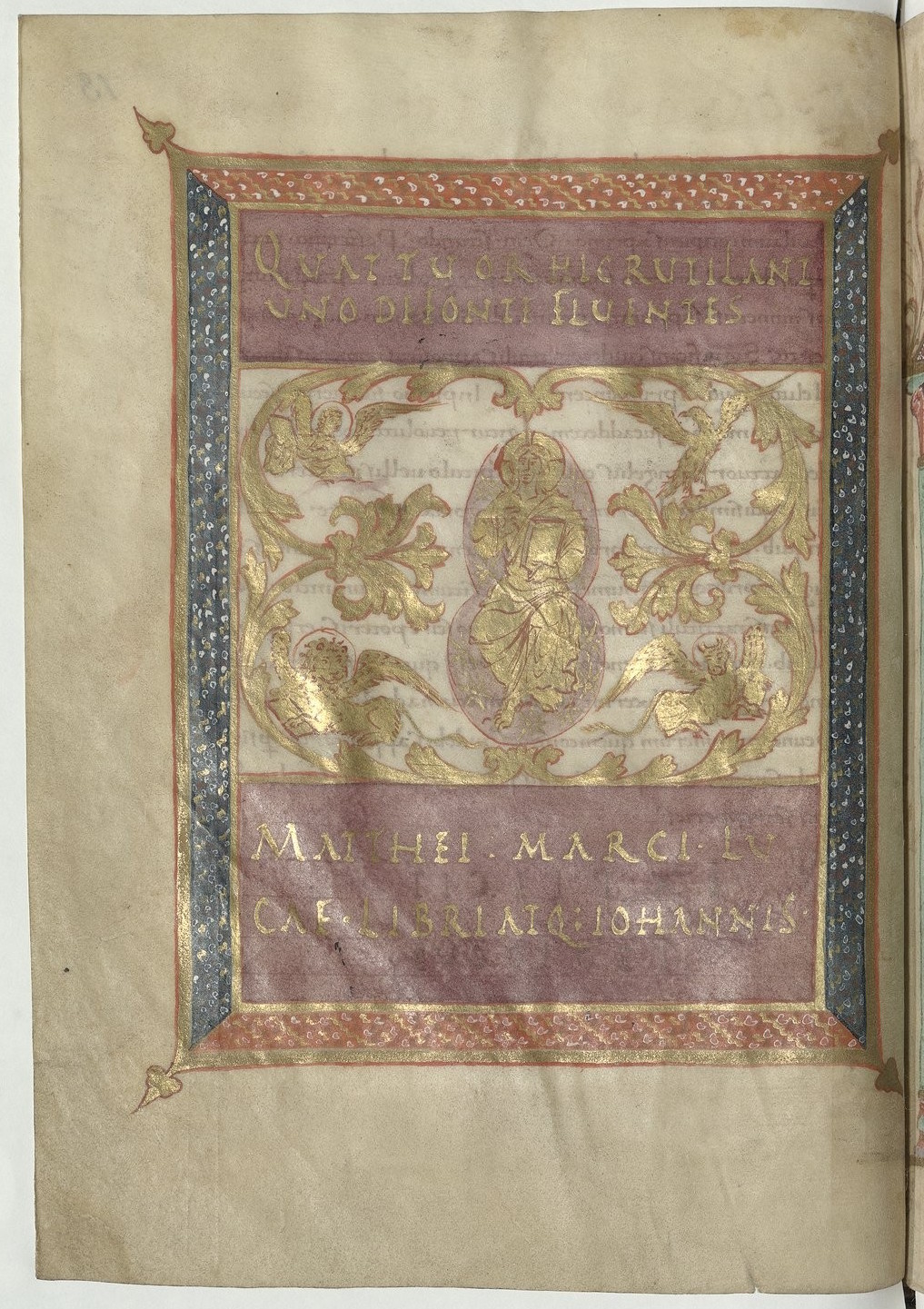
Christ en gloire, f13v.
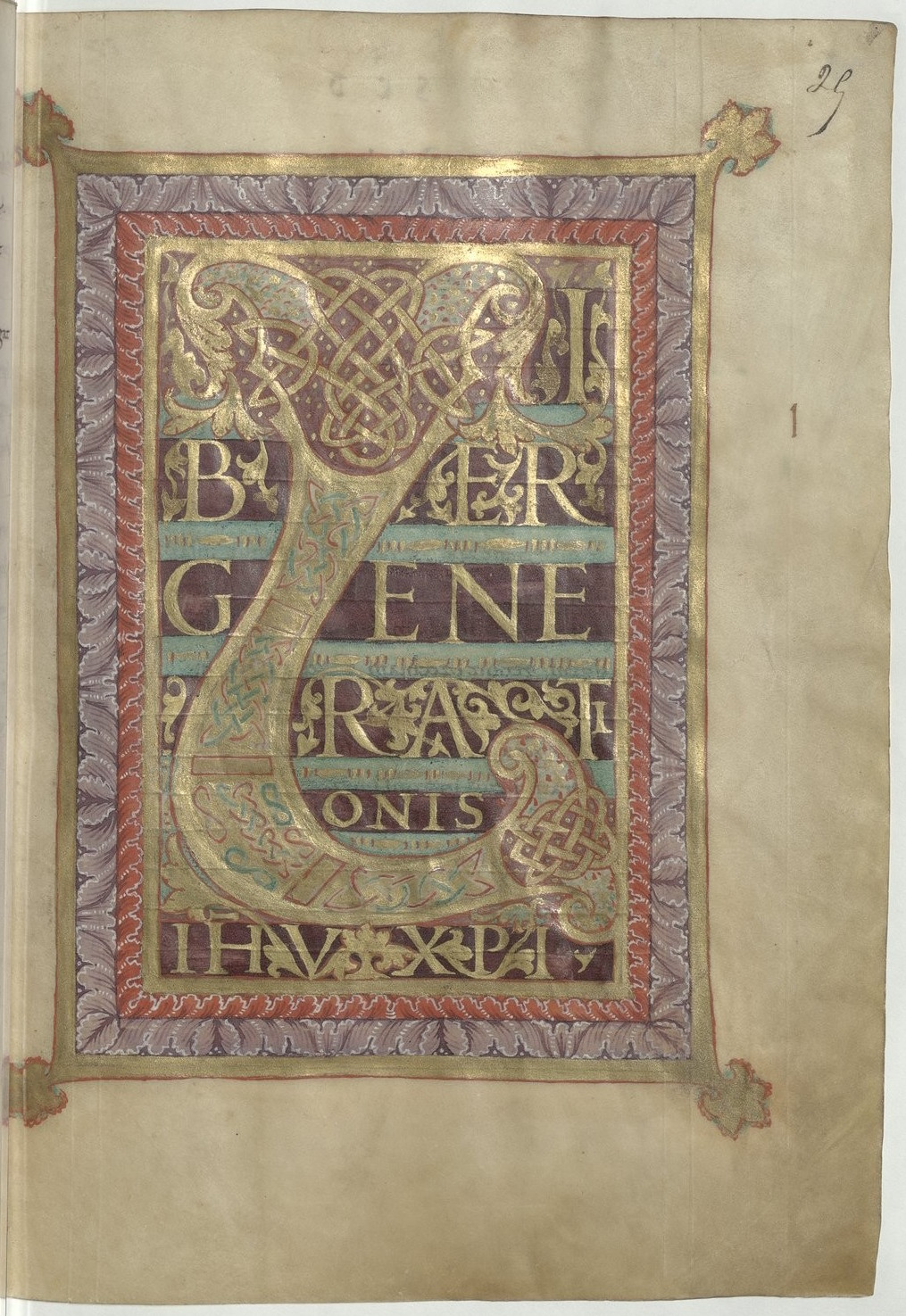
Incipit de l'évangile de Matthieu, f.25v.
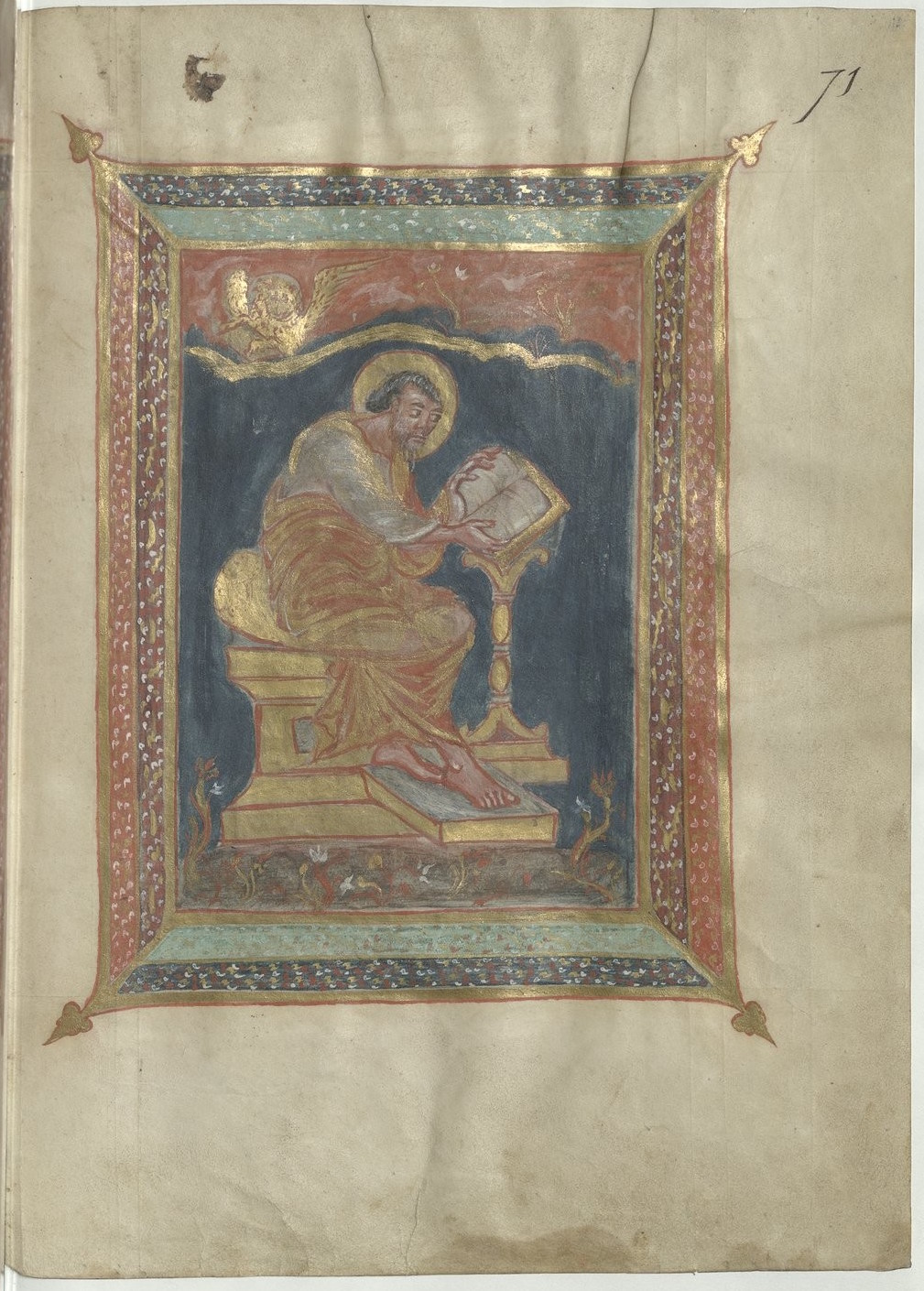
Portrait de saint Marc, f.71r.

Il contient en début d'ouvrage une représentation du Christ en majesté, peint en or sur un fond pourpre (f.13v.) puis les portraits de chaque évangéliste en pleine page au début de chaque évangile (f.71, Marc ; f.104, Luc ; f.150, Jean). Seul le portrait de Matthieu manque. Le style des personnages est marqué par l'influence du scriptorium de Tours. 

### Reliure
La reliure actuelle du livre a été refaite en 1806 par un relieur du nom de Bozerian Jeune. Il a réutilisé pour cela les deux plaques d'ivoire d'éléphant de la reliure originelle, qui ont été produites aussi au sein d'un atelier de l'entourage de Charles le Chauve. Elles n'ont pas exactement la même taille et n'étaient peut-être pas destinées au même manuscrit à l'origine. Le plat supérieur représente le Christ en gloire assis dans une mandorle, entouré de deux anges, et de saint Paul et saint Pierre qui tendent un linge pour recevoir respectivement la loi et les clés du paradis. Le dieu Océan est représenté au pied du Christ avec deux pinces de crabe sur la tête. Le plat inférieur représente la Vierge et l'Enfant Odigitria, marqué par l'influence italienne et byzantine, entourée de deux anges qui montrent une influence plus carolingienne. 